# Parelloop 1997
De Parelloop 1997 vond plaats op zondag 13 april 1997. Het was de negende editie van dit evenement.
De wedstrijd bij de mannen werd gewonnen door Shem Kororia uit Kenia in 27.37. Op de finish had hij slechts vier seconden voorsprong op de Ethiopiër Worku Bikila, die in 27.41 over de finish kwam. Kororia verbeterde hiermee tevens het parcoursrecord. Snelste Nederlander was Greg van Hest, die derde werd in 28.48. Nadezhda Wijenberg won de wedstrijd bij de vrouwen in 33.25.

## Uitslagen
Mannen
| rang   | naam                 | land | tijd  |
| ------ | -------------------- | ---- | ----- |
| Goud   | Shem Kororia         | KEN  | 27.37 |
| Zilver | Worku Bikila         | ETH  | 27.41 |
| Brons  | Greg van Hest        | NED  | 28.48 |
| 4      | Elijah Korir         | KEN  | 28.52 |
| 5      | Fred Kiprop          | KEN  | 29.00 |
| 6      | Mohammed Baket       | PLE  | 29.01 |
| 7      | David William Taylor | ENG  | 29.02 |
| 8      | René Godlieb         | NED  | 29.04 |
| 9      | Martin Lauret        | NED  | 29.17 |
| 10     | Fransua Woldemariam  | ETH  | 29.49 |

Vrouwen
| rang   | naam                 | land | tijd  |
| ------ | -------------------- | ---- | ----- |
| Goud   | Nadezhda Wijenberg   | RUS  | 33.25 |
| Zilver | Gabrielle Vijverberg | NED  | 33.39 |
| Brons  | Kristijna Loonen     | NED  | 34.01 |
| 4      | Carla Beurskens      | NED  | 34.16 |

1989 ·
1990 ·
1991 ·
1992 ·
1993 ·
1994 ·
1995 ·
1996 ·
1997 ·
1998 ·
1999 ·
2000 ·
2001 ·
2002 ·
2003 ·
2004 ·
2005 ·
2006 ·
2007 ·
2008 ·
2009 ·
2010 ·
2011 ·
2012 ·
2013 ·
2014 ·
2015 ·
2016 ·
2017 ·
2018 ·
2019 ·
2020 (afgelast) ·
2021 (afgelast) ·
2022 ·
2023 ·
2024